# Pijijiapan
La città di Pijijiapan è a capo dell'omonimo comune, nello stato del Chiapas, Messico. Conta 15 443 abitanti secondo le stime del censimento del 2005 e le sue coordinate sono 15°41'N 93°12'W.

Dal 1983, in seguito alla divisione del Sistema de Planeación, è ubicata nella regione economica IX: ISTMO COSTA.